# Jarosław Markiewicz
Jarosław Markiewicz (ur. 12 czerwca 1942 w Wysokim Litewskim, zm. 25 czerwca 2010 w Warszawie) – polski malarz i poeta.

## Życiorys
Studiował na Uniwersytecie Warszawskim filozofię i historię sztuki. W 1969 założył Teatr Robotniczy, a w stanie wojennym w 1982 konspiracyjne Wydawnictwo Przedświt. Założył również Kościół Naturalnej Obecności.

## Twórczość
- Stadion słoneczny
- Przyszedłem zapytać o własne imię czasu, który wnoszę
- Podtrzymując radosne pozory trwania pochodu
- W ciałach kobiet wschodzi słońce
- Chaos wita w tobie łotra i świętego
- Wszędzie jest ziemia
- Papierowy bęben
- Palec Boży (1972) – sztuka teatralna